# الدوري العراقي الممتاز 2004–05
الدوري العراقي الممتاز 2004/2005 وهو دوري كرة القدم لفرق الدرجة الممتازة في العراق الذي نظمه اتحاد العراق لكرة القدم انطلق يوم 20 أكتوبر 2004 فيما انطلقت المرحلة النهائية منه (دوري النخبة) يوم 12 يونيو 2005 واختتم الدوري يوم 15 يوليو 2005

## نظام الدوري
أقيم الدوري بمشاركة 36 فريقًا قسموا إلى أربع مجموعات وكل مجموعة تضم تسعة فرق وسميت المجموعات حسب المناطق الجغرافية، ولعبت الفرق دورى فيما بينها بطريقة الذهاب والإياب وتأهل 3 فرق عن كل مجموعة للدور الثاني ليكون عدد الفرق في الدور الثاني 12 فريقًا لعبوا المرحلة النهائية للدورى التي أطلق عليها دوري النخبة

## دور المجموعات
انطقلت يوم 20 أكتوبر 2004 وتأهلت إلى دوري النخبة فرق القوة الجوية ودهوك واربيل من المجموعة الشمالية والزوراء والنجف وكربلاء من مجموعة الفرات الأوسط والطلبة والنفط والكرخ من مجموعة الوسط والميناء والكوت والشرطة من المجموعة الجنوبية

## دوري النخبة
وانطلق يوم 12 يونيو 2005 وتأهلت فرق الميناء والزوراء والطلبة والقوة الجوية إلى دور النصف نهائي بعد تصدرها مجموعاتها

## نصف النهائي

### الذهاب
اقيمت مباريات النصف نهائي يوم 6 يوليو 2005 بلقاء فريقي الزوراء والميناء فيما التقى فريقي الطلبة والقوة الجوية في يوم 7 يوليو 2005
| نادي الزوراء | 1-0 | نادي الميناء |
| ------------ | --- | ------------ |
|              |     |              |

| نادي القوة الجوية | 0-1 | نادي الطلبة |
| ----------------- | --- | ----------- |
|                   |     |             |

### الإياب
| نادي الميناء | 0-0 | نادي الزوراء |
| ------------ | --- | ------------ |
|              |     |              |

| نادي الطلبة | 2-2 | نادي القوة الجوية |
| ----------- | --- | ----------------- |
|             |     |                   |

## النهائي
| نادي القوة الجوية  | 0-2 | نادي الميناء |
| ------------------ | --- | ------------ |
| لؤي صلاح وقيس عيسى |     |              |

## حقوق النقل التلفزيوني
حصلت قناة العراقية الرياضية وشبكة الإعلام العراقي على حقوق النقل الحصرية للدوري وقامت بنقل كل المباريات سواءً مباشرة أو تسجيلها وعرضها في اوقات أخرى اما المباراة النهائية فقد تم بثها على جميع القنوات العراقية